# Ait Tizi
Ait Tizi (em árabe: آيت تيزي) é uma comuna localizada na província de Sétif, Argélia. Sua população estimada em 2008 era de 6 983 habitantes.